# Altaarstuk van de gilde van de oude voetboog
Het altaarstuk van de gilde van de oude voetboog werd ca. 1590 vervaardigd door de Antwerpenaar Maerten de Vos (1532-1603). Het behoort tot de collectie van het Koninklijk Museum voor Schone Kunsten Antwerpen, waar het te vinden is onder de inventarisnummers 72-76.

## Context
Rond 1585 slaagde Alexander Farnese erin het katholicisme opnieuw te introduceren in de Nederlanden. Mede omdat hij voorstander was van de herinrichting van gilde-altaren, bestelde de Antwerpse schuttersgilde van de Oude Voetboog dit monumentale altaarstuk. In 1590 voltooide Maerten de Vos het. De schuttersgilde was een van de zes elitaire gewapende gilden van Antwerpen. In de zestiende eeuw hadden schuttersgilden amper nog een militaire functie. Eerder dan dat waren het voornamelijk prestigieuze sociale verenigingen.

## Beschrijving
Uit de besluiten van het Concilie van Trente blijkt dat de gilde de zijpanelen van het retabel reserveerde voor het leven van St.-Joris. Deze tonen de belangrijkste momenten uit het leven van de heilige. Dat waren de strijd van Joris en de draak, de terugkeer van Joris met de prinses naar Silene, de doop van de koning van Silene en de bouw van een OLV-kerk in opdracht van diezelfde koning. Op het centrale paneel moest het leven van Christus uitgebeeld worden. De rijke allegorische iconografie van het paneel paste zeer goed in het propagandistische karakter van de Contrareformatie. Net zoals Silene leefde Antwerpen onder terreur (draak vs. ketterij), werd ze bevrijd (St.-Joris vs. Alexander Farnese), liet ze zich (her)kerstenen (de koning Silene doopte zich vs. Antwerpen werd opnieuw katholiek) en werd er een nieuwe kerk gebouwd (in Silene werd er een OLV-kerk opgericht vs. in Antwerpen werd de OLV-kerk heringericht).

### Links: Doopsel van de koning van Silene
In een oude kerk knielt de halfnaakte koning aan het doopvont. Hij is afgebeeld als een oude man met lange witte baard. Bisschop Eusebius van Nikodemië doopt met zijn rechtse hand de oude krijger, terwijl een priester die de kolf draagt, hem begeleidt. Twee diakens zitten op hun knieën naast de koning. Ze houden kaarsen vast. Achter de verst verwijderde diaken staat St.-Joris. Hij werd afgebeeld met een helm op het hoofd en een vlaggenmast in zijn handen. Tussen St.-Joris en de bisschop beeldde de Vos de heilige St.-Margareta af. Achter haar sluit een groep toeschouwers de voorstelling.
Op de achtergrond is een landschap zichtbaar door een klein doorkijkluik. Het gevecht van St.-Joris en de draak is er zichtbaar. Helemaal vooraan, voor de voeten van de koning, liggen diens scepter en tulbandkroon. Op de rand van het tapijt staat ROBYCOLIUM CR. . . . .O FECIT MERTEN DE VOS ANTWERPIENSIS. CI כּ DL XXXX.
De voorbereidende compositieschets van dit zijluik wordt bewaard in het Louvre.

### Midden: Christus Triomfator
Het centrale luik van deze triptiek toont vijf grote figuren en twee volledig afgebeelde engelen. Centraal staat Christus, enkel gehuld in een lendendoek en rode krijgsmantel. De twee engelen houden lauriertakken en bloemenkransen boven zijn hoofd. Aan zijn voeten ligt de gekruiste wereldbol en met zijn linkerhand houdt hij de kruisstaf vast. Beide objecten symboliseren zijn heerschappij. Zijn rechterhand richt hij naar de hemel. Christus staat op de draak (symbool van de zonden), een schedel (symbool van de dood) en een schorpioen (symbool van de ketterij). Het is een symbolische weergave van de Verheerlijking van Zijn Verrijzenis (zijn wonden zijn duidelijk zichtbaar) en zijn Overwinning op het Kwade.
Als patroonheilige van de gilde kreeg St.-Joris een plaats aan Christus' rechterhand. Hij is weergegeven als de Miles Christianus (strijdwaardige en rechtgelovige christen) in volledige wapenuitrusting. Hij houdt zijn helm in zijn linkerarm en houdt met zijn rechterarm een vaandel vast. Aan de andere kant staat de prinses van Silene als personificatie van Ecclesia. Ze wordt vergezeld door het Lam. Het is dus niet Magdalena zoals soms wordt aangenomen. Op het voorplan aan Christus' voeten zijn St.-Petrus en St.-Paulus afgebeeld. Zij zijn de duces in militia Christi, ofwel de aanvoerders van de christelijke strijd. Tegelijkertijd houdt Petrus in zijn linkerhand de sleutels van de hemel en opent hij een grote Bijbel. Hij toont op die manier kapittel II, Handelingen van de Apostelen, vers. 17-24. Het is een stuk uit zijn eigen redevoering over het Laatste Oordeel. Met zijn linkerhand wijst hij naar de Heer. St.-Paulus opent op zijn beurt de Bijbel bij kapittel VI, Brief aan de Romeinen, vers. 6, 8-14. Dat handelt over de Wederopstanding van Christus. Zijn rechterhand rust op zijn borst, terwijl zijn zwaard tegen zijn linkerschouder rust. Het gehele tafereel maakt duidelijk dat de leer van de ware Kerk (katholicisme) en haar militante gelovigen triomferen op het ketterse bedrog (protestantisme).

### Rechts: De koning van Silene laat een kerk bouwen ter ere van Maria
Maerten de Vos beeldde de koning in het linkse luik af als een krachtige oude man met witte baard, zijn hoofd gehuld in een tulbandkroon. Achter hem staat St.-Joris en op de achtergrond is de nieuw gebouwde kerk ter ere van Maria zichtbaar. De koepel is reeds af, maar aan de poort werken nog veel arbeiders. Vooraan, links van de koning, kapt een arbeider een blok marmer. Achter hem is de architect van het bouwwerk weergegeven, die de toeschouwer op enkele details wil wijzen. Links bovenaan verschijnt de Maagd met het kind Jezus.
Ook voor dit gedeelte van het drieluik werd de voorbereidende tekening bewaard (Louvre. Cab.d'Est. inv. nr. 20605).

### Achterkant links en rechts: St.-Joris en de prinses van Silene keren met de overwonnen draak terug naar de stad
In tegenstelling tot hedendaagse toeschouwers, zagen middeleeuwse toeschouwers bijna altijd de buitenste luiken. Drieluiken werden namelijk enkel geopend bij speciale gelegenheden als Kerstmis, Pasen of de patroondagen. Op de buitenste luiken is St.-Joris zichtbaar, met de gebroken speer nog in zijn rechterhand. Zijn blik rust op de stervende draak. De Vos beeldde de heilige rijdend op zijn steigerende paard af. Aan zijn zijde staat de prinses van Silene, die de draak als een tam dier losjes aan een leiband in haar linkerhand houdt. Met haar rechterhand maakt ze een kruisteken. Naast haar is een lam afgebeeld en achteraan rechts een landschap met enkele toeschouwers.

## Materiële kenmerken

### Afmetingen
- Volledige triptiek
  - 368,4 × 594,2 cm (inclusief lijst, open toestand)
  - 368 × 296,2 cm (inclusief lijst, gesloten toestand)
- Middenstuk
  - 352 × 280,2 cm (dagmaat)
  - 368 × 298 × 12 cm, 260 kg (inclusief lijst)
- Linkse luik
  - 344,9 × 124,5 cm (dagmaat)
  - 367,8 × 147,8 × 9,8 cm, 85,6 kg (inclusief lijst)
- Rechtse luik
  - 344,7 × 124,4 cm (dagmaat)
  - 368,7 × 146,8 × 10 cm (inclusief lijst)

### Inscripties

#### Middenstuk
- Et (quidem super servos)/ meos et super ancillas (meas,in)/ Diebus illis effunda(t)is (de Spiritu meo)/ et prophetabunt: et (dabo prodigia)/ in coelo sursum, et si(gna in terra)/ deorsum, sanguine(m) et (ignem)/ et vaperom funi. S(ol convertetur)/ in tenebras, et luna (in sanguinem),/ antequam veniat d(ies) Domini)/ magnus et manife(stus)/ et erit omnis qui (cumque)/ invocaver(i)t nome(n)/ Domini salvu(s) eri(t).
- ACTOR Z/ Viri Israelitae, audite verba (h)ec: Jesum/ Nazarenu(m) virum/ approbatu(m) a Deo in Vobis/ virtutibus et prodigijs et/ signis que fecit Deus per/ illum in medio vestri, sicut/ vos scitis: hunc definito co(n)/ silio et praescientia Dei tra// ditu(m), per manus iniquorum/ affigentes interemistis, quem/ Deus suscitavit solutis dolo// ribus inferni, iuxta quod im// possibile erat teneri illu(m) ab e(o)
  - Vertaling:
    - Ja zelfs over mijn dienaars en dienaressen zal Ik in die dagen mijn Geest uitstorten en ze zullen profeteren. Wondere dingen zal Ik laten zien aan de hemel boven en tekenen op de aarde beneden, bloed en vuur en walmende rook; de zon zal veranderen in duisternis en de maan in bloed voordat de dag de dag des Heren komt, groot en heerlijk. Dan zal het geschieden, dat ieder die de naam des Heren aanroept, gered zal worden. Mannen van Israël, luistert naar deze woorden: Jezus de Nazoreeër was een man wiens zending tot u van Godswege bekrachtigd is. Gij kent immers zelf de machtige daden, wonderen en tekenen, die God door Hem onder u heeft verricht: Hem, die volgens Gods vastgestelde raadsbesluit en voorkennis is uitgeleverd, hebt gij door de hand van goddelozen aan het kruis genageld en gedood. Maar God heeft Hem ten leven opgewekt na de smarten van de dood te hebben ontbonden; want het was onmogelijk dat Hij daardoor werd vastgehouden.

  - Plaats: recto, midden onder
  - Type: handschrift
  - Lettertype: onderkast met beginkapitaal
  - Auteur: Maerten de Vos
- ROMAN: 6(8-14)/ Si mortui sumus cu(m) Cri/ sto, credimus quia simul/ etia(m) viuemus cu(m) illo, scien// tes quod Christus resur// gens ex mortuis iam non / moritur, mors illi ultrà no(n) dominabitur. Qoud enim/ mortuus est, peccato mor// tuus est semel: quod aute(m) viuit, viuit Deo. Ita et vos/ existimate, vos mortuos/ quide(n) esse peccato viuen// tes aute(m) Deo in Christo Jesu.//(Non er)go regnet peccatum/ (in verso mo)rtali Corpore, ut,/ (obediatis) concupiscentys/ (eius. Sed n)eque exhibeatis/ (membra vestra) arma inquitatis (peccato: se)d exhibite vos/ (Deo tanq)uam ex mortuis/ (viventes e)t membra vestra/ (arma) iustticiae Deo/ (Peccatu) enim vobis (non) dominabitur:/ (non e)nim sub lege/ (estis, s)ed sub gratia
  - Vertaling:
    - Romeinen 6, 8-14: Indien wij dan met Christus gestorven zijn, geloven wij dat wij ook met hem zullen leven; want wij weten dat Christus eenmaal van de doden verrezen, niet meer sterft: de dood heeft geen macht meer over Hem. Door de dood die Hij is gestorven, heeft Hij eens voor al afgerekend met de zonde; het leven dat Hij leeft, heeft alleen met God van doen. Zo moet gij uzelf beschouwen: als dood voor de zonde en levend voor God in Christus Jezus. Laat dus de zonde niet heersen in uw sterfelijk lichaam, gehoorzaamt haar niet, stelt uw ledematen niet in haar dienst als werktuigen van ongerechtigheid. Biedt uzelf God aan als mensen die uit de dood ten leven zijt opgestaan. Offert Hem uw ledematen als werktuigen in dienst der gerechtigheid. De zonde mag niet over u heersen, want gij staat niet onder de wet, maar onder de genade.

  - Plaats: recto, rechts onder
  - Type: handschrift
  - Lettertype: onderkast met beginkapitaal
  - Auteur: Maerten de Vos

#### Rechtse luik
- ROBYCOLIVM FECIT MERTEN DE VOS / ANTWERPIENSIS MDLXXXX
  - Plaats: recto, links onder
  - Type: handschrift
  - Lettertype: kapitaal
  - Auteur: Maerten de Vos
  - Datum: 1590